# Вочин
Вочин (хорв. Voćin) — село і муніципалітет у Хорватії, у західній Славонії. Адміністративно належить до Вировитицько-Подравської жупанії.

## Географія
Вочин розташовано на південний захід від Слатини і схід від Дарувара в мальовничій і тихій долині маленької річки Вочинська ріка (Voćinska Rijeka) біля підніжжя гори Папук.
Населення громади за даними перепису 2011 року становило 2 382 осіб. Населення самого поселення становило 1191 осіб.
Динаміка чисельності населення громади:
Динаміка чисельності населення центру громади:

## Населені пункти
Крім поселення Вочин, до громади також входять: 
- Бокане
- Чераліє
- Добрич
- Донє Кусонє
- Джуричич
- Горнє Кусонє
- Горні Меляни
- Хум
- Хум-Варош
- Кометник-Йоргичі
- Кометник-Зубичі
- Кузма
- Лисичине
- Мацуте
- Мачковаць
- Ново Кусонє
- Поповаць
- Рієнці
- Секулинці
- Смуде

## Клімат
Середня річна температура становить 10,41 °C, середня максимальна – 23,88 °C, а середня мінімальна – -5,34 °C. Середня річна кількість опадів – 844 мм.
| Клімат поселення                              | Клімат поселення | Клімат поселення | Клімат поселення | Клімат поселення | Клімат поселення | Клімат поселення | Клімат поселення | Клімат поселення | Клімат поселення | Клімат поселення | Клімат поселення | Клімат поселення | Клімат поселення |
| Показник                                      | Січ.             | Лют.             | Бер.             | Квіт.            | Трав.            | Черв.            | Лип.             | Серп.            | Вер.             | Жовт.            | Лист.            | Груд.            |                  |
| Середній максимум, °C                         | 6,34             | 7,90             | 12,11            | 15,71            | 20,77            | 23,88            | 23,32            | 22,72            | 18,83            | 14,48            | 8,90             | 4,78             |                  |
| Середня температура, °C                       | 0,49             | 2,04             | 6,28             | 9,85             | 14,92            | 18,04            | 20,02            | 19,42            | 15,54            | 11,19            | 5,62             | 1,50             |                  |
| Середній мінімум, °C                          | −5,34            | −3,8             | 0,42             | 3,99             | 9,07             | 12,18            | 16,72            | 16,12            | 12,25            | 7,89             | 2,31             | −1,8             |                  |
| Норма опадів, мм                              | 51               | 47               | 54               | 69               | 80               | 100              | 79               | 82               | 68               | 71               | 80               | 63               |                  |
| Середньомісячна швидкість вітру, м/с          | 2.26             | 2.51             | 2.78             | 2.68             | 2.41             | 2.18             | 2.14             | 1.97             | 2.06             | 2.14             | 2.26             | 2.31             |                  |
| Середньомісячна сонячна радіація, кДж/м²·день | 4260             | 7029             | 10837            | 15161            | 19198            | 21298            | 22050            | 19767            | 14636            | 9189             | 4849             | 3594             |                  |
| --------------------------------------------- | ---------------- | ---------------- | ---------------- | ---------------- | ---------------- | ---------------- | ---------------- | ---------------- | ---------------- | ---------------- | ---------------- | ---------------- | ---------------- |
| Джерело:                                      |                  |                  |                  |                  |                  |                  |                  |                  |                  |                  |                  |                  |                  |

## Визначні місця

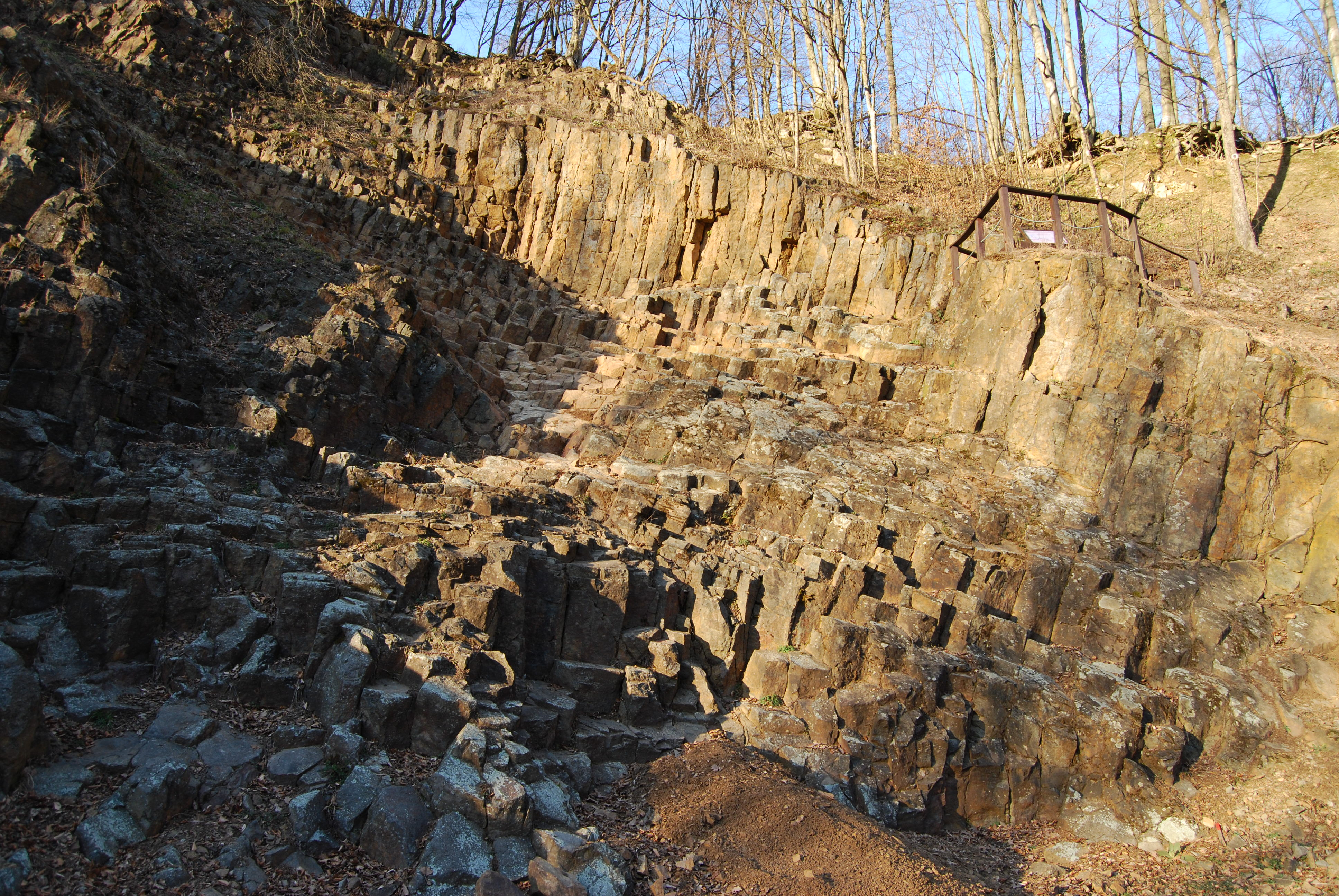
Геологічна пам'ятка Рупиця

Село є славнозвісним місцем щорічного паломництва до залишків пізньоготичної католицької церкви Пресвятої Діви Марії, яке прочани здійснюють 8 вересня. Церкву знищували двічі. Спершу її було зруйновано в часи Другої світової війни. Після цього її було відбудовано в 1973 р. Повторно її підірвали 13 грудня 1991 р. великосербські агресори протягом війни Хорватії за незалежність. Зруйнований до основи храм, якому понад 500 років, було повністю відновлено зовні до кінця 2008 р., після чого залишалося довиконати внутрішні опоряджувальні роботи. У світлі тих подій Вочин відомий як місце скоєння сербськими бойовиками воєнного злочину проти мирного хорватського населення. 
Відмітною рисою села є чудовий парк, що охороняється як пам'ятка садівництва. Привабливі околиці відомі своїм дендропарком Лисичине.

## Історія
З початком Хорватської війни 1991—1995 рр. Вочин окупували великосербські сили.
Поблизу села розміщувався табір Секулинці, у якому місцеві сербські сепаратисти протягом великосербського заколоту (у червні 1991 року) отримували допомогу зброєю з Сербії і від ЮНА та з якого відбувалася роздача зброї сербському населенню. Той табір пізніше було використано як табір підневільної праці. Вочин було визволено 15 грудня 1991 року в ході проведеної хорватськими військами операції «Стріла». Перед відступом великосербські воєнізовані формування зчинили в селі різанину місцевих хорватів 12-13 грудня 1991 року.